# Symfonický black metal
Symfonický black metal (anglicky Symphonic black metal) je subžánr black metalu užívající symfonické a orchestrální prvky. Toto může zahrnovat použití nástrojů používaných v symfonickém orchestru (strunné nástroje, žesťové nástroje, dřevěné nástroje či klávesy), dále čistý nebo "operní" zpěv, kytary s nižším zkreslením. Struktury písní se inspirují v klasické symfonii. Nicméně klasické prvky black metalu jako skřehotavý zpěv, rychlé tempo a blackmetalový zvuk kytar jsou zachovány.

## Porovnání s melodic black metalem a gothic metalem
Symphonic black metal je často zaměňován s melodic black metalem a gothic metalem, které jsou podobné a tyto styly se často překrývají. Nicméně symphonic black metal obsahuje častěji a ve větší míře ony symfonické nástroje, zatímco melodický black metal se více zaměřuje na kytarové melodie a sóla.
U gothic metalu jsou zase kytary méně rozostřené a symfonické prvky jsou zde více ovlivněny vážnou hudbou, zatímco u symphonic black metalu jsou používány pro vytváření temnějšího a "strašidelného" pozadí hudby. Mnohé kapely často kombinují prvky těchto stylů.

## Kapely hrající symfonický black metal
Jsou to například kapely Carach Angren, Bal-Sagoth, Dimmu Borgir, Graveworm, Negură Bunget, Wallachia, Chthonic, Welicoruss a další. Někteří sem řadí i stylově špatně zařaditelnou kapelu Cradle of Filth.